# Ранетки (альбом)
«Ранетки» — дебютный студийный альбом поп-группы «Ранетки», выпущенный в декабре 2006 года на лейбле Мегалайнер Рекордз.

## История создания
Альбом был выпущен в начале декабря 2006 года. На диске были представлены 13 композиций в стиле поп, 1 ремейк песни и видеоклип. К альбому прилагается буклет, в котором есть тексты песен и небольшая информация о «Ранетках».
Одна из песен альбома «Мы Ранетки» имеет две альтернативные версии — различие в тексте. В альбом вошла, так называемая, «цензурная» версия, так как текст этой песни сочли пошлым для имиджа группы — «Возможно, в лифте тесно, но я люблю тебя…». Песни «Мальчишки-кадеты», «Она одна» и «Мы Ранетки» были включены в саундтрек к телесериалу «Кадетство», благодаря чему обрели популярность. Песня «Ангелы» стала заглавной темой в сериале «Ранетки» в 2008 году и в апреле на неё был выпущен видеоклип. Песня «Алиса» стала первой песней, исполненной «Ранетками» в одноимённом сериале на телеканале «СТС».
Презентация диска состоялась 5 декабря 2006 года в клубе «Б-2». 19 апреля 2007 года лейбл Мегалайнер Рекордз выпустил переиздание альбома, в которое вошли композиция «Мальчишки-кадеты» из саундтрека к сериалу «Кадетство» и видеоклип на песню «Она одна».

## Дизайн диска
Оформление для альбома разрабатывал Степан Плотников (Студия 23).
Альбом выполнен в чёрно-бело-розовых тонах. Имеется 10-страничный буклет, на страницах которого фото каждой девушки и тексты песен. Для песен «Она одна» и «Это всё о ней» есть гитарные аккорды. Также в буклете есть страничка благодарностей — от каждой «ранетки» и от коллектива в целом. Сам диск покрыт тонким, ароматизированым слоем (с запахом яблока).

## Реакция критиков
Алексей Мажаев из агентства InterMedia дал альбому положительную оценку, отметив, что «несмотря на неминуемые текстовые разлуки, обломы и печали, „Ранетки“ не дают сверстницам ни единого повода порыдать в подушку». Рецензент высоко оценил песни «Она одна», «Это всё о ней», «Зима», «Он вернётся» и «Ангелы». По его мнению, наименее удачными оказались треки «Наслаждайся», «Алиса» и «Мы Ранетки». «Всё-таки песни о наплевательском отношении к проблеме слушать интереснее, чем речёвки девушек, у которых вообще нет никаких проблем» — добавил рецензент.

## Коммерческий успех альбома
Альбом разошёлся тиражом более 100 000 экземпляров в России и в итоге ему был присвоен платиновый статус. В 2009 году на премии «Муз-ТВ 2009» диск выиграл в номинации «Лучший альбом».

## Список композиций
Источник: Discogs.
В российские издания не входила «Мальчишки-Кадеты», песня издана лишь в украинских изданиях лейбла Астра. В остальном треклист не имеет различий.
| №                   | Название                      | Автор(ы)                                                    | Год записи          | Длительность |
| ------------------- | ----------------------------- | ----------------------------------------------------------- | ------------------- | ------------ |
| 1.                  | «Мы Ранетки»                  | Сергей Мильниченко                                          | 2005                | 3:04         |
| 2.                  | «Сердце не спит»              | Сергей Мильниченко                                          | 2006                | 2:38         |
| 3.                  | «Она одна…»                   | Сергей Мильниченко                                          | 2005                | 2:44         |
| 4.                  | «Мальчишки-кадеты»            |                                                             | 2005                | 2:41         |
| 5.                  | «Ангелы»                      | С. Мильниченко                                              | 2006                | 3:15         |
| 6.                  | «Это всё о ней»               | Анна Руднева, С. Мильниченко                                | 2006                | 3:48         |
| 7.                  | «О тебе»                      | муз. — А. Руднева, слова — Дмитрий Попов                    | 2006                | 3:11         |
| 8.                  | «В Москве весна»              | музыка — С. Мильниченко, слова — С. Мильниченко, В. Козлова | 2005                | 3:30         |
| 9.                  | «Наслаждайся»                 | С. Мильниченко                                              | 2006                | 2:45         |
| 10.                 | «Зима»                        | С. Мильниченко                                              | 2005                | 3:47         |
| 11.                 | «Он вернётся»                 | С. Мильниченко                                              | 2006                | 3:44         |
| 12.                 | «Тебя любила я…»              | музыка — С. Мильниченко, слова — С. Мильниченко, В. Козлова | 2006                | 3:54         |
| 13.                 | «Ей не до сна»                | С. Мильниченко                                              | 2006                | 3:55         |
| 14.                 | «Алиса»                       | Д. Попов                                                    | 2006                | 3:03         |
| 15.                 | «Она одна…» (Glam Radio Edit) |                                                             |                     | 2:38         |
| Общая длительность: | Общая длительность:           | Общая длительность:                                         | Общая длительность: | 46:10        |

| №                   | Название            | Длительность |
| ------------------- | ------------------- | ------------ |
| 16.                 | «Она Одна»          | 3:23         |
| Общая длительность: | Общая длительность: | 40:40        |

## Видеоклипы
Видеоклипы альбома «Ранетки» были выпущены на следующие песни:
1. «Она одна» (2006) (реж. Владимир Якименко)
2. «О тебе» (2007) (реж. Владимир Якименко)
3. «Ангелы» (2008) (реж. Резо Гигинеишвили)